# Бесцветные сны
Бесцветные сны (узб. Rangsiz tushlar, англ. Colorless dreams) — психологическая драма снятая режиссёром Аюбом Шахобиддиновом в 2022 году.
Премьера фильма состоялась 8 августа 2020 года на кинофестивале в Lucania Film Festival в Италии. Позже он был представлен на нескольких международных фестивалях, таких как Казанский международный мусульманский фестиваль (Россия), кинофестиваль «Киношок» (Россия), фестиваль азиатского кино Jogja-NETPAC (Индонезия), кинофестиваль Asiatica (Италия).
«Бесцветные сны» был удостоен награды «Лучший сценарий» на «Международном кинофестивале Cinemaking» в Дакке (Бангладеш).

## Сюжет
В фильме показаны несколько важных аспектов изменения человеческой природы: за тюремными стенами, в обществе и в семье. После семнадцати лет заключения Кашмира возвращается на Родину. В ее доме все тихо и спокойно и так будет всегда — Кашмира не хочет ничего менять в доме, который она так жадно добивалась, но после возвращения начинаются события, которых она не ожидала и не была готова.

## Актеры
- Феруза Саидова — Кашмира
- Карим Мирходиев — отец Кашмиры
- Шохида Исмоилова — мать Кашмиры

## Награды
| Год  | фестиваль                              | Номинация         | Результат | Страна     |
| ---- | -------------------------------------- | ----------------- | --------- | ---------- |
| 2020 | Международный кинофестиваль Cinemaking | Лучший сценарий   | Победил   | Бангладеш  |
| 2021 | Олтин хумо                             | Лучший режиссер   | Победил   | Узбекистан |
| 2021 | Олтин хумо                             | Лучший сценарий   | Победил   | Узбекистан |
| 2021 | Олтин хумо                             | Лучший композитор | Победил   | Узбекистан |